# بيتر ديفيز
بيتر ديفيز (بالإنجليزية: Peter Davies)‏ (8 مارس 1936 في المملكة المتحدة - ) هو لاعب كرة قدم ويلزي في مركز الوسط.